# Adahuesca
Adahuesca (en aragonés Adauesca) es un municipio español de la comarca Somontano de Barbastro en la provincia de Huesca, Aragón. Está situada a los pies de la vertiente sur de la Sierra de Guara. Una buena parte de su término municipal se sitúa dentro del parque natural de la sierra de Guara.
Parte de su término municipal está ocupado por el Parque natural de la Sierra y los Cañones de Guara.

## Administración y política
| Período   | Alcalde                  | Partido |  |
| --------- | ------------------------ | ------- |  |
| 1979-1983 | Lorenzo Pardina Escartín | Ind.    |  |
| 1983-1987 |                          |         |  |
| 1987-1991 |                          |         |  |
| 1991-1995 |                          |         |  |
| 1995-1999 |                          |         |  |
| 1999-2003 |                          |         |  |
| 2003-2007 | María Pilar Vidal Cortés | PSOE    |  |
| 2007-2011 | María Pilar Vidal Cortés | PSOE    |  |
| 2011-2015 | Francisco Franco Gistau  | PP      |  |
| 2015-2019 | Francisco Franco Gistau  | PP      |  |

| Partido político    | Partido político                                   | 2003   | 2007   | 2011   | 2015   |
| Partido político    | Partido político                                   | Ediles | Ediles | Ediles | Ediles |
|                     | Partido Popular de Aragón (PP)                     | 0      | 0      | 2      | 2      |
|                     | Partido de los Socialistas de Aragón (PSOE-Aragón) | 2      | 4      | 2      | 1      |
|                     | Partido Aragonés (PAR)                             | 2      | 1      | 1      | 1      |
|                     | Aragón Sí Puede                                    | —      | —      | —      | 1      |
|                     | Ciudadanos (CS)                                    | —      | —      | —      | 0      |
|                     | Chunta Aragonesista (CHA)                          | 1      | 0      | —      | —      |
| Total de concejales | Total de concejales                                | 5      | 5      | 5      | 5      |

## Demografía
Adahuesca cuenta con una población de 207 habitantes (INE 2024).
| Gráfica de evolución demográfica de Adahuesca entre 1842 y 2021                                                     |
| |
| Población de derecho según los censos de población del INE Población de hecho según los censos de población del INE |

### Despoblación
Como todos los pueblos del Somontano, ha sufrido el problema de la despoblación. Antiguamente era Cabeza de Partido, con Juzgado de Paz, Escuela Nacional, Cuartel de la Guardia Civil, médico, etc., llegándose poco a poco a despoblar de tal manera, que actualmente cuenta solo con unos 150 habitantes censados y que habitan durante todo el año.

## Economía
El pueblo tiene una tienda de alimentos, dos bares, un restaurante, la fábrica donde se elaboran los Quesos de Radiquero, el centro de interpretación y un mirador, así como dos albergues de turismo rural. Desde hace unos años, se vienen dando iniciativas de vida alternativas, basadas en el turismo rural, la caza y la industria agroalimentaria. Se destaca el buen vino que se elabora en la zona, con la denominación de origen "Somontano".

### Evolución de la deuda viva municipal
| Gráfica de evolución de Deuda viva del Ayuntamiento de Adahuesca entre 2008 y 2019                                |
| |
| Deuda viva del Ayuntamiento de Adahuesca en miles de Euros según datos del Ministerio de Hacienda y Ad. Públicas. |

## Carreteras
Adahuesca enlaza los valles del Vero y del Alcanadre con cinco carreteras; tres al eje del Vero: la de Las pacas, muy sinuosa y que se dirige hacia Colungo y Buera, la que va hacia Radiquero y Alquézar y la que se dirige hacia Huesca. Dos que nos dirigen al eje del río Alcanadre; Alberuela de la Liena y Bierge, siendo de paso obligado en el acceso a la mayor parte de sitios de interés de la zona. Desde esta carretera se llega al último pueblo comunicado, que se llama Rodellar. Desde aquí y hasta Francia solo se puede acceder por caminos de alta montaña.

## Historia
- El 4 de mayo de 1288 el rey Alfonso III de Aragón dio a don Pedro Martínez de Luna la villa de Adahuesca (SINUÉS, n.º 6).
- En 1295 aparece como de realengo (Codoin, 39, p. 300), aunque el rey había empeñado a M. Ruiz de Foces.
- El 18 de junio de 1381 se incorporó a la corona (SINUÉS, nº 8).
- El 29 de julio de 1381 el rey Pedro IV de Aragón vendió a Manuel de Entenza el castillo de Adahuesca (SINUÉS, n.º. 10).
- El 18 de abril de 1388 el rey Juan I de Aragón vendió a Bartolomé Rollán el castillo de Adahuesca (SINUÉS, n.º. 14).

## Patrimonio

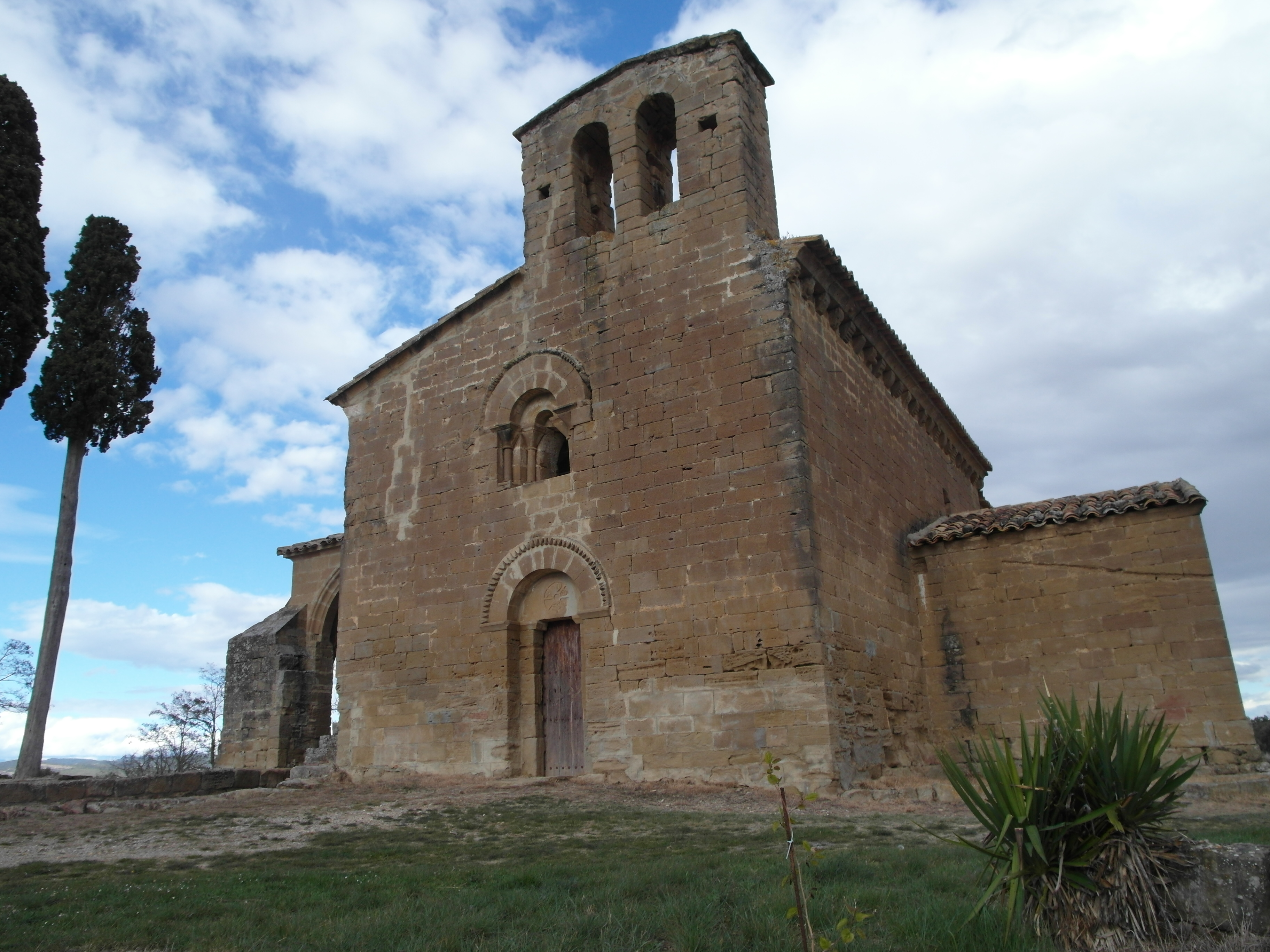
Ermita románica de Nuestra Señora de Treviño, a las afueras de Adahuesca.

Adahuesca tiene una iglesia parroquial (San Pedro) en el centro del pueblo y dos plazas: la de las Santas Nunilo y Alodia, donde se festejan varios eventos como las corridas de las peras y las fiestas patronales, y la plaza de La Villa, donde está el Ayuntamiento.
- Ermita de Ntra. Sra. de Treviño (Monumento nacional)

### Fiestas
- Día 25 de agosto, en honor a las santas Nunilo y Alodia (Fiestas mayores).
- Día 22 de octubre, se celebra el día llamado de las Santas.

## Hijos ilustres
- Santas Nunilo y Alodia, martirizadas en Huesca en el año 851 bajo Zumahil.
- Francisco Morcat y Bertorz (1666-1745), historiador
- Rafael Loscertales y Ruata, religioso de la Orden de Malta
- Agustín Loscertales y Coll, auditor de guerra
- Agustín Loscertales y Nogueras, político y presidente de la Diputación Provincial de Huesca, y el rey Alfonso XII le nombró caballero gran cruz de la Orden de Isabel la Católica
- Mariano Mata Supervía, misionero claretiano en Brasil
- Vicente Tobeña y Barba (1863-1921), militar, lingüista y político aragonesista.
- Juana Coscujuela (1910-2000), escritora en aragonés.
- Santiago Broto Aparicio (1923), escritor y publicista.
- Santiago Foncillas y Casus (1929), político y economista, presidente del Círculo de Empresarios
- Pablo Altemir Cebollero (1946), matemático.
- Chesús de Mostolay (1957), filólogo, etnógrafo y escritor especializado en el aragonés.